# Eóganacht Áine
Eóganacht Áine o Eóganacht Áine Cliach fue una casa real de los Eóganachta, dinastía que gobernó Munster entre los siglos V y XII. Tomaron su nombre de la colina de Áine (irlandés: Cnoc Áine) cerca de la actual población de Knockainy, Condado de Limerick. Esta región de Cliú tiene su centro en la baronía de Smallcounty al este de Limerick. El cercano pueblo de Emly era el centro eclesiástico de Munster en la época.
El clan descendía de Ailill mac Nad Froích, hermano de Óengus mac Nad Froích (m. 489), primer Rey cristiano de Munster. Los Eóganacht Áine formaron parte del círculo interior de los Eoganachta, junto con las ramas de Chaisil y Glendamnach. Estas tres ramas se alternaron en el trono de Munster durante los siglos VII y VIII.
El clan principal en los siglos VII y VIII fueron los conocidos como Ua nÉnna, descendientes de Énda mac Crimthainn, nieto de Ailill. Uno de los últimos Reyes de Munster de esta casa fue Cenn Fáelad hua Mugthigirn. En el siglo XII, la dinastía principal eran los Ó Ciarmhaic o O'Kirwick/Kerwick y Kirby. La invasión normanda supuso su final.
- Datos: Q776144